# Jurament de Lleialtat
El Jurament a la bandera o Jurament de lleialtat (en anglès Pledge of Allegiance) és un jurament als Estats Units i a la seva bandera que se sol recitar, a l'uníson, en esdeveniments públics i especialment en les aules dels col·legis públics, on el jurament és, sovint, un ritual matutí.
El nom oficial de The Pledge of Allegiance va ser aprovat el 1945. L'última modificació de la seva redacció va ser el Dia de la bandera de 1954, quan es van afegir les paraules "sota Déu".

## Història
Un ministre baptista, el socialista Francis Bellamy, va escriure el Jurament a la bandera l'11 d'octubre de 1892 per a la revista infantil Youth 's Companion, amb el propòsit de commemorar el IV Centenari del descobriment d'Amèrica per Cristóbal Colón. Va ser publicat per primera vegada el 12 d'octubre del mateix any.1
El jurament original diu: I pledge Allegiance to my Flag and the Republic for which it stands, one nation indivisible, with liberty and justice for all ("Juro lleialtat a la meva bandera i la república que representa, una nació indivisible, amb llibertat i justícia per a tots "). Alguns ho veien com una crida a la unitat nacional, deteriorada per la Guerra de Secessió.
Després d'una proclamació pel president Benjamin Harrison, el jurament va ser recitat per primer cop a les escoles públiques el 12 d'octubre de 1892. En una qüestió gramatical menor, se li va afegir "a" (to) abans de "la república" (the Republic).
En 1923 i 1924, la Conferència de la Bandera Nacional va proposar que es canviés la meva bandera (mi Flag) per la bandera dels Estats Units d'Amèrica (the Flag of the United States of America, amb el propòsit d'assegurar que els immigrants sabessin a quina bandera es feia referència. el Congrés dels Estats Units va reconèixer oficialment el jurament el 28 de desembre de a 1945.
El 1952, el pastor de l'Església presbiteriana de l'Avinguda Nova York, George Docherty, va donar un sermó en el qual assenyalava que el jurament hauria d'agrair a Déu. Dos anys després, el 7 de febrer de 1954, va donar un altre sermó en el qual novament va exposar que la nació hauria d'agrair a Déu en aquest jurament, aprofitant que el president Dwight Eisenhower va assistir a aquest sermó.
L'endemà, el senador de Míchigan Charles G. Oackman, va proposar una esmena al jurament que incloïa les paraules under God ("sota Déu" o "sotmesa a Déu"). El 8 de juny de 1954, després d'un projecte aconseguit pel president Eisehower, el Congrés va adoptar aquesta reforma.
Al principi, es recitava el jurament amb la salutació romana, la mà dreta estesa cap a la bandera. Després que aquest salutació fos identificat amb el nazisme i el feixisme en els anys 1940, es va adoptar la salutació en la forma que avui en dia es practica, es col·loca la mà sobre el cor.